# Antoniewo (Poméranie)
Pour les articles homonymes, voir Antoniewo.
Antoniewo est une localité polonaise de la gmina mixte de Brusy située dans le powiat de Chojnice en voïvodie de Poméranie. Elle se trouve à environ 24 km au nord-est de Chojnice et 80 km au sud-ouest de la capitale régionale Gdańsk.

## Géographie

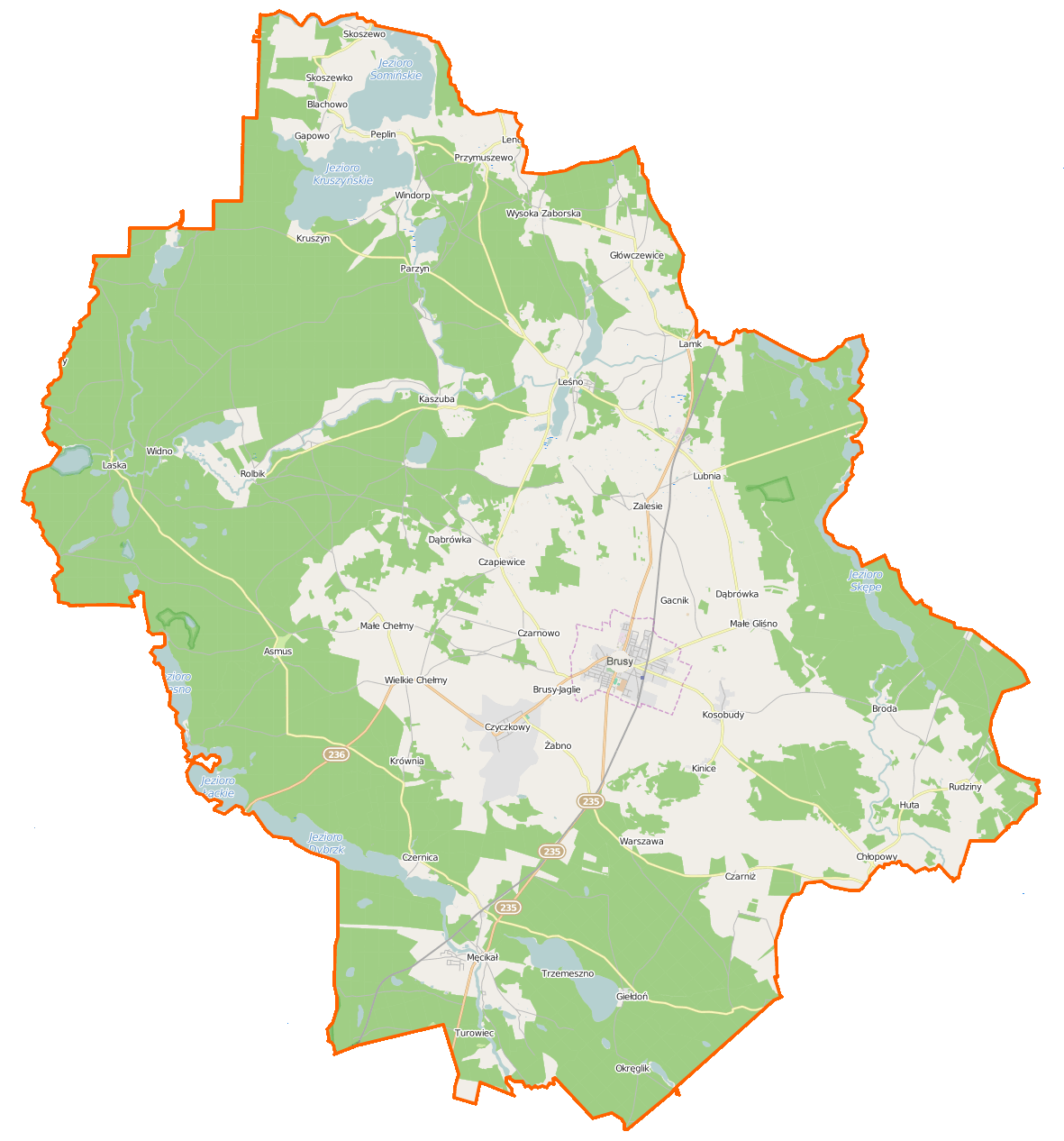
Carte de la gmina de Brusy.